# 5miinust
A 5miinust (kiejtése: viisz-miinuszt, magyarul: Öt mínusz) egy észt hiphopegyüttes. Ők képviselték Észtországot a Puuluuppal közösen a 2024-es Eurovíziós Dalfesztiválon, Malmőben, a (Nendest) narkootikumidest ei tea me (küll) midagi című dallal.

## Történet
A Lääne-Virumaa megyei Võsuban alapított együttes 2018-ban került az észt könnyűzene előterébe, amikor a Legendaarne Recordsnál 2016-ban, illetve 2017-ben megjelent stúdióalbumuk bekerült a húsz legkelendőbb felvétel közé az országos slágerlistán. A következő évben Nubluval közösen felvették az Aluspükse című kislemezt, amely hat egymást követő hetet töltött az Eesti Tipp-40 élén, és 2019-ben a harmadik legnépszerűbb dal volt Észtországban. Ugyanebben az évben leszerződtek a Universal Music Group-hoz, ahol a következő kislemezeket adták ki: Paaristõuked, Peo lõpp és Loodus ja hobused. Mind a három az első helyen szerepelt az Eesti Tipp-40-en.
Az Estonian Music Awardson kétszer nyerték el az Év művésze kategória fődíját, valamint további két alkalommal egyéb jelölést is kaptak.
2023. november 6-án az Eesti Rahvusringhääling bejelentette, hogy az együttes a Puuluuppal közösen a résztvevője lesz a 2024-es Eesti Laul nemzeti válogatónak. A (Nendest) narkootikumidest ei tea me (küll) midagi című versenydalukkal megnyerték a február 17-én rendezett döntőt, ahol a nemzetközi zsűri, valamint közönség pontjai alakították ki a végeredményt, így ők képviselhették hazájukat az Eurovíziós Dalfesztiválon. A verseny május 9-én rendezett második elődöntőjéből hatodik helyezettként jutottak tovább a döntőbe, ahol a huszadik helyen végeztek. Érdekesség, hogy ez a dal az Eurovíziós Dalfesztivál történetének leghosszabb című dala.

## Diszkográfia

### Albumok
- 2016: Aasta plaat
- 2017: Rämmar
- 2024: Kannatused ehk külakiigel pole stopperit (a Puuluuppal közösen)

### EP-k
- 2018: Niid for spiid
- 2021: Kõik on süüdi

### Kislemezek
- 2017: Erootika pood
- 2018: Võlg (feat. Tigran & 372)
- 2018: Jõul (feat. Sass Henno)
- 2018: Aitäh (feat. Sass Henno)
- 2019: Tsirkus Lääne-Virumaa
- 2019: Lendan (feat. Orelipoiss)
- 2019: Tasuta
- 2019: Aluspükse (Nubluval)
- 2019: Paaristõuked (Villemdrillemmel)
- 2020: Peo lõpp
- 2020: Loodus ja hobused (Hendrik Sal-Sallerrel)
- 2021: Gloria/Buffalo
- 2021: Koptereid
- 2022: Vamos
- 2023: Kõrvetab/Kallab (Nubluval)
- 2023: (Nendest) narkootikumidest ei tea me (küll) midagi (Puuluuppal közösen)

## Fordítás
- Ez a szócikk részben vagy egészben  a(z)   5miinust című angol Wikipédia-szócikk fordításán alapul.  Az eredeti cikk szerkesztőit annak laptörténete sorolja fel. Ez a jelzés csupán a megfogalmazás eredetét és a szerzői jogokat jelzi, nem szolgál a cikkben szereplő információk forrásmegjelöléseként.